# كثيب (فرنشايز)
كثيب (بالإنجليزية: Dune)‏ هي سلسلة خيال علمي وامتياز إعلامي أمريكية صدرت نشأت مع رواية كثيب لفرانك هربرت عام 1965 واستمرت في إضافة منشورات جديدة.. غالبًا ما توصف كثيب بأنها رواية الخيال العلمي الأكثر مبيعًا في التاريخ. فازت بجائزة نيبولا الافتتاحية لأفضل رواية وجائزة هوغو عام 1966 وتم تحويلها لاحقًا إلى فيلم عام 1984 ومسلسل تلفزيوني صغير عام 2000 وسلسلة أفلام من جزأين مع أول فيلم في عام 2021 وتكملة في عام 2024. كتب هربرت خمسة أجزاء تالية، تم تحويل أول اثنين منها في نفس الوقت إلى مسلسل قصير عام 2003. ألهمت كثيب أيضًا ألعاب الطاولة وسلسلة من ألعاب الفيديو. منذ عام 2009، تم اعتماد أسماء الكواكب من روايات كثيب لتسمية العالم الحقيقي للسهول والميزات الأخرى على قمر زحل تيتان.
توفي فرانك هربرت عام 1986. وبدءًا من عام 1999، نشر ابنه برايان هربرت ومؤلف الخيال العلمي كيفن أندرسون عدة مجموعات من روايات المقدمة، بالإضافة إلى جزأين آخرين يكملان سلسلة كثيب الأصلية (صيادو كثيب في عام 2006 وديدان رمال كثيب في عام 2007)، استنادًا جزئيًا إلى ملاحظات فرانك هربرت التي تم اكتشافها بعد عقد من وفاته.
تُعرف البيئة الخيالية السياسية والعلمية والاجتماعية لروايات هربرت وأعماله المشتقة باسم عالم أو كون كثيب. تدور أحداث الملحمة بعد عشرات الآلاف من السنين في المستقبل، وتروي قصة حضارة حظرت جميع «الآلات المفكرة»، والتي تشمل أجهزة الحاسوب والروبوتات والذكاء الاصطناعي. وفي مكانها، طورت الحضارة تخصصات عقلية وجسدية متقدمة بالإضافة إلى تقنيات متقدمة تلتزم بحظر الحواسيب. ويُعد كوكب أرَّاكس الصحراوي القاسي أمرًا حيويًا لهذه الإمبراطورية، وهو المصدر الوحيد المعروف لمسحوق المِزَاج، المادة الأكثر قيمة في الكون.
ومن الواضح على نطاق واسع أن تأثير الشرق الأوسط في أعمال هربرت كان واضحاً بسبب التشابه بين بعض مصطلحات هربرت وأفكاره والكلمات والمفاهيم الفعلية في اللغة العربية، فضلاً عن «الدلالات الإسلامية» والموضوعات التي تناولتها السلسلة.

## المقدمة
تدور أحداث ملحمة كثيب بعد آلاف السنين في مستقبل البشرية. وقد تم تطوير السفر بسرعة أسرع من الضوء، واستعمر البشر عددًا كبيرًا من العوالم. ومع ذلك، أدى رد الفعل الكبير ضد أجهزة الكمبيوتر إلى حظر أي «آلة تفكير»، حيث يُعاقب إنشاء أو امتلاك مثل هذه الآلات بالموت الفوري. وعلى الرغم من هذا الحظر، تواصل البشرية تطوير وتحسين فروع أخرى من التكنولوجيا، بما في ذلك الإدراك خارج الحواس وأدوات الحرب. في وقت إعداد الكتاب الأول، شكلت البشرية إمبراطورية بين النجوم الإقطاعية المعروفة باسم الإمبراطورية، والتي تديرها العديد من العوائل العظيمة التي تشرف على كواكب مختلفة. ومن أهم الأشياء المثيرة للاهتمام كوكب أرَّاكس، المعروف باسم «كثيب». إنه كوكب صحراوي بالكاد يوجد به أي هطول للأمطار، وهو الكوكب الوحيد الذي يمكن العثور فيه على عقار خاص لإطالة العمر، وهو المِزَاج (أو «الاسبايس») بالإضافة إلى إطالة العمر، يعزز المِزَاج القدرة العقلية للبشر: فهو يسمح للطيارين المتحولين من نقابة الفضاء بالتنقل في الفضاء المطوي والسفر لمسافات بين الكواكب؛ ويطلق بعض قوى البِني جيسيرِت، وهي جماعة دينية تسعى سراً إلى التحكم في الاتجاه الذي تسلكه البشرية. يعد الحصول على المِزَاج أمرًا صعبًا بسبب البيئة القاسية في أرَّاكس، ووجود ديدان رملية عملاقة تنجذب نحو أي أصوات إيقاعية على رمال الصحراء. تصبح السيطرة على أرَّاكس وإنتاجها من الاسبايس والتأثير على تطور البشرية نقاطًا مركزية لصراع طويل الأمد يتطور عبر السلسلة.

## المنحنى السردي
إن عالم كثيب، الذي تدور أحداثه في المستقبل البعيد للبشرية، يمتد تاريخه إلى آلاف السنين (حوالي 15،000 سنة في المجموع) ويغطي تغييرات كبيرة في البنية السياسية والاجتماعية والدينية وكذلك التكنولوجيا. يمكن القول إن الأعمال الإبداعية التي تدور أحداثها في عالم كثيب تنقسم إلى خمس فترات زمنية عامة:
- الجهاد البطلري
  - أساطير كثيب ثلاثية بادئة (2002–2004) بقلم برايان هربرت وكيفن أندرسون
  - مدارس كثيب العظيمة ثلاثية بادئة (2012–2016) بواسطة برايان هربرت وأندرسون
- الإمبراطورية بقيادة كورينو
  - بادئة كثيب ثلاثية بادئة (1999–2001) بواسطة برايان هربرت وأندرسون
  - أبطال كثيب سلسلة (2008–2023) بواسطة برايان هربرت وأندرسون
  - ثلاثية كلادان (2020–2022) بواسطة برايان هربرت وأندرسون
- صعود آل آتريديز
  - كثيب (1965) بواسطة فرانك هربرت
  - مسيح كثيب (1969) بواسطة فرانك هربرت
  - ذرية كثيب (1976) بواسطة فرانك هربرت
  - أبطال كثيب سلسلة (2008–2023) بواسطة برايان هربرت وأندرسون
- حكم وسقوط الإمبراطور الإله
  - الإمبراطور الإله كثيب (1981) بواسطة فرانك هربرت
- العودة من الشتات
  - هراطقة كثيب (1984) بواسطة فرانك هربرت
  - مقر الأخوية (1985) بواسطة فرانك هربرت
  - صيادو كثيب (2006) بواسطة برايان هربرت وأندرسون
  - ديدان رمال كثيب (2007) بواسطة برايان هربرت وأندرسون

### الجهاد البطلري
كما هو موضح في كثيب، فإن الجهاد البطلري هو صراع يحدث بعد أكثر من 11،000 عام في المستقبل (وقبل أكثر من 10،000 عام من أحداث كثيب)، مما يؤدي إلى تدمير كامل لجميع أشكال «أجهزة الكمبيوتر، والآلات المفكرة، والروبوتات الواعية».

### الإمبراطورية بقيادة كورينو

الأسد الذهبي هو رمز آل كورينو.

معركة كورين القديمة—التي وقعت بعد 20 عامًا من نهاية الجهاد البطلري—أدت إلى ظهور أباطرة باديشاه من آل كورينو، الذين حكموا الكون المعروف لآلاف السنين من خلال السيطرة على ساردوكار، وهي قوة عسكرية فعالة ووحشية.

### صعود آل آتريديز
مع بداية رواية كثيب (1965) لفرانك هربرت، يجد الدوق ليتو آتريديز نفسه في موقف خطير. فقد وضعه الإمبراطور باديشاه رقم 81، شادام الرابع، في السيطرة على كوكب أرَّاكس الصحراوي، المعروف باسم كثيب، وهو المصدر الوحيد لمِزَاج الاسبايس المهم للغاية.

### حكم وسقوط الإمبراطور الإله
في وقت الإمبراطور الإله كثيب (1981)، كان ابن بول، الإمبراطور الإله ليتو الثاني آتريديز، يحكم الإمبراطورية لمدة 3500 عام من الوجه الأخضر لأرَّاكس المتحول؛ وتوقف إنتاج المِزَاج.

### العودة من الشتات
في أعقاب سقوط الإمبراطور الإلهي، تسببت الفوضى والمجاعة الشديدة في العديد من العوالم في هجرة تريليونات البشر إلى الفضاء الحر المجهول وانتشارهم عبر الكون.

## التطوير والنشر

### السلسلة الأصلية
يعود اهتمام هربرت بالبيئة الصحراوية في كثيب وتحدياتها إلى البحث الذي بدأه في عام 1957 من أجل مقال لم يكتمل أبدًا حول تجربة وزارة الزراعة في الولايات المتحدة باستخدام عشب الفقر لتثبيت الكثبان الرملية الضارة، والتي يمكن أن «تبتلع مدنًا بأكملها وبحيرات وأنهارًا وطرقًا سريعة».

## المواضيع والتأثيرات

### البيئة وعلم البيئة
تمت تسمية الرواية الأصلية كثيب بأنها «أول رواية في علم البيئة الكوكبية على نطاق واسع».

### الامبراطوريات المتدهورة
قام لورينزو ديتوماسو بمقارنة تصوير كثيب لسقوط إمبراطورية مجرية بكتاب إدوارد جيبون «تاريخ ضعف وسقوط الإمبراطورية الرومانية»، والذي يزعم أن المسيحية تحالفت مع إسراف النخبة الرومانية مما أدى إلى سقوط روما القديمة.

### البطولة
كتب برايان هربرت أن «كثيب هي خليط حديث من الأساطير المألوفة، وهي حكاية تحرس فيها ديدان رملية كبيرة كنزًا ثمينًا من المِزَاج... [الذي] يشبه الأسطورة التي وصفها شاعر إنجليزي غير معروف في بيوولف، وهي الحكاية المقنعة عن تنين ناري مخيف يحرس كنزًا عظيمًا في وكر تحت المنحدرات.»

### التأثيرات الشرق أوسطية والإسلامية
نظرًا للتشابه بين بعض مصطلحات وأفكار هربرت والكلمات والمفاهيم الفعلية في اللغة العربية، بالإضافة إلى «الدلالات الإسلامية» والموضوعات في السلسلة، فقد لوحظ تأثير الشرق الأوسط على أعمال هربرت بشكل متكرر.
بصفته أجنبيًا يتبنى طرق شعب يسكن الصحراء ثم يقودهم بصفته العسكرية، تحمل شخصية بول آتريديز العديد من أوجه التشابه مع تي إي لورانس التاريخي، الذي تم تحديد فيلم سيرته الذاتية لورنس العرب عام 1962 أيضًا على أنه مؤثر. كما تم تحديد رواية ليزلي بلانش سيوف الجنة (1960) حول المقاومة الإسلامية للغزو الروسي للقوقاز، على أن لها تأثير كبير على كثيب، مع تصويرها للإمام شامل والإمامة القوقازية والثقافة الإسلامية في القوقاز التي ألهمت بعض الموضوعات والشخصيات والأحداث والمصطلحات في كثيب. تم تضمين العديد من الأمثال التي سجلتها بلانش في كتاب السيوف على أنها نشأت من جبال القوقاز في كثيب، مثل «البولندية تأتي من المدينة والحكمة من التلال»، لتصبح «البولندية تأتي من المدن والحكمة من الصحراء» لأرَّاكس.
إن بيئة كوكب الصحراء أرَّاكس تشبه بيئة الشرق الأوسط، وخاصة شبه الجزيرة العربية والخليج العربي، وكذلك المكسيك. كما تحتوي الرواية على إشارات إلى صناعات البترول في الدول العربية في الخليج العربي وكذلك المكسيك. تأثر شعب الفرمِن في أرَّاكس بقبائل البدو في شبه الجزيرة العربية، وتنبع نبوءة المهدي من علم آخر الزمان في الإسلام. كما تم تبني الإلهام من التاريخ الدوري للمؤرخ ابن خلدون في العصور الوسطى ومفهومه الأسري في شمال إفريقيا، وهو ما أشار إليه هربرت من خلال إشارة إلى كتاب ابن خلدون كتاب العبر المعروف بين الفرمِن.

#### التأثيرات اللغوية والتاريخية الإضافية
بالإضافة إلى اللغة العربية، تستمد رواية كثيب كلمات وأسماء من لغات أخرى متعددة، بما في ذلك العبرية، والنافاهو، واللاتينية، والتشاكوبسا، ولغة ناواتل لدى الآزتيك، واليونانية، والفارسية، والهندية الشرقية، والروسية، والتركية، والفنلندية، والهولندية، والإنجليزية القديمة. ومن خلال الإلهام من رواية سيوف الجنة للكاتبة ليزلي بلانش، هناك أيضًا تلميحات إلى النبلاء الروس والقوزاق في عصر القيصرية. صرح فرانك هربرت أن البيروقراطية التي استمرت لفترة كافية ستصبح نبلاء وراثيين، وكان الموضوع المهم وراء العائلات الأرستقراطية في رواية كثيب هو «البيروقراطية الأرستقراطية» التي رأى أنها تشبه الاتحاد السوفيتي.

## في وسائل الإعلام الأخرى

### الأفلام
| الفيلم             | تاريخ الإصدار في الولايات المتحدة | الإخراج     | السيناريو بواسطة                  | التوزيع             |
| ------------------ | --------------------------------- | ----------- | --------------------------------- | ------------------- |
| كثيب               | 14 ديسمبر 1984                    | ديفيد لينش  | ديفيد لينش                        | يونيفرسال بيكتشرز   |
| كثيب               | 22 أكتوبر 2021                    | ديني فيلنوف | جون سبايتس وديني فيلنوف واريك روث | وارنر برذرز بيكتشرز |
| كثيب: الجزء الثاني | 1 مارس 2024                       | ديني فيلنوف | جون سبايتس ودينيس فيلنوف          | وارنر برذرز بيكتشرز |

### المسلسلات التلفزيونية
| المسلسل                | المواسم | الحلقات     | البث الأصلي   | البث الأصلي   | الشبكة             | مستند على                       |
| المسلسل                | المواسم | الحلقات     | أول بث        | آخر بث        | الشبكة             | مستند على                       |
| ---------------------- | ------- | ----------- | ------------- | ------------- | ------------------ | ------------------------------- |
| كثيب لفرانك هربرت      | 1       | 3           | 3 ديسمبر 2000 | 3 ديسمبر 2000 | قناة الخيال العلمي | كثيب                            |
| ذرية كثيب لفرانك هربرت | 1       | 3           | 16 مارس 2003  | 26 مارس 2003  | قناة الخيال العلمي | مسيح كثيب وذرية كثيب            |
| كثيب: النبوءة          | 1       | سيُعلن لاحقاً | أواخر 2024    | سيُعلن لاحقاً   | إتش بي أو          | الأصلي (مستوحى من أخواتية كثيب) |

## الاستقبال

### جوائز الكتب
في الجدول التالي، جميع الأعمال هي من قبل فرانك هربرت ما لم ينص على خلاف ذلك.
| العام | الجائزة           | الفئة                                        | المتلقي                                                                 | النتيجة | م.     |
| ----- | ----------------- | -------------------------------------------- | ----------------------------------------------------------------------- | ------- | ------ |
| 1964  | جائزة هوغو 1964   | أفضل رواية                                   | «عالم كثيب»                                                             | رُشِّح     | [ 29 ] |
| 1966  | جائزة هوغو 1965   | أفضل رواية                                   | كثيب                                                                    | فوز     | [ 30 ] |
| 1966  | جائزة هوغو 1966   | أفضل رواية                                   | كثيب                                                                    | فوز     | [ 31 ] |
| 1974  | جائزة سيون 1974   | أفضل عمل طويل مترجم                          | كثيب                                                                    | فوز     | [ 32 ] |
| 1975  | استطلاع رأي 1975  | أفضل رواية على في التاريخ                    | كثيب                                                                    | فوز     | [ 33 ] |
| 1977  | جائزة هوغو 1977   | أفضل رواية                                   | ذرية كثيب                                                               | رُشِّح     | [ 34 ] |
| 1977  | جوائز لوكس 1977   | أفضل رواية                                   | ذرية كثيب                                                               | 4       | [ 35 ] |
| 1982  | جوائز لوكس 1982   | أفضل رواية خيال علمي                         | الإمبراطور الإله كثيب                                                   | 6       | [ 36 ] |
| 1985  | جوائز لوكس 1985   | أفضل رواية خيال علمي                         | هراطقة كثيب                                                             | 17      | [ 37 ] |
| 1986  | جوائز لوكس 1986   | أفضل رواية خيال علمي                         | مقر الأخوية                                                             | 20      | [ 38 ] |
| 1986  | جوائز لوكس 1986   | أفضل مجموعة                                  | عين                                                                     | 19      | [ 38 ] |
| 1987  | استطلاع رأي 1987  | أفضل رواية خيال علمي في التاريخ              | كثيب                                                                    | فوز     | [ 39 ] |
| 1988  | جوائز لوكس 1988   | أفضل الكتب غير الخيالية                      | صانع كثيب: رؤى أحد أساتذة الخيال العلمي                                 | 13      | [ 37 ] |
| 1998  | استطلاع رأي 1998  | أفضل رواية خيال علمي في التاريخ قبل عام 1990 | كثيب                                                                    | فوز     | [ 40 ] |
| 2000  | جائزة غفن         | أفضل رواية خيال علمي مترجمة                  | كثيب: آل آتريديز بقلم برايان هربرت وكيفن أندرسون                        | فوز     | [ 41 ] |
| 2004  | جائزة هوغو 2004   | أفضل الأعمال ذات الصلة                       | حالم كثيب: سيرة فرانك هربرت بقلم برايان هربرت                           | رُشِّح     | [ 42 ] |
| 2004  | جوائز لوكس 2004   | أفضل الأعمال غير الخيالية أو الفنية          | حالم كثيب: سيرة فرانك هربرت بقلم برايان هربرت                           | 6       | [ 43 ] |
| 2012  | استطلاع رأي 2012  | أفضل رواية خيال علمي في القرن العشرين        | كثيب                                                                    | فوز     | [ 44 ] |
| 2022  | جوائز دراجون 2022 | أفضل رواية مصورة                             | كثيب: آل آتريديز المجلد 2 بقلم برايان هربرت وكيفن أندرسون وديف برامانيك | فوز     | [ 45 ] |
| 2023  | جوائز دراجون 2023 | أفضل كتاب مصور أو رواية مصورة                | كثيب: آل هاركونن بقلم برايان هربرت وكيفن أندرسون ومايكل شيلفر           | فوز     | [ 46 ] |

### أداء شباك التذاكر
| الفيلم | إجمالي إيرادات شباك التذاكر | إجمالي إيرادات شباك التذاكر | إجمالي إيرادات شباك التذاكر | ترتيب شباك التذاكر     | ترتيب شباك التذاكر   | الميزانية              | م. |
| الفيلم | أمريكا الشمالية             | أقاليم أخرى                 | في جميع أنحاء العالم        | الولايات المتحدة وكندا | في جميع أنحاء العالم | الميزانية              | م. |
| --- | --------------------------- | --------------------------- | --------------------------- | ---------------------- | -------------------- | ---------------------- | -- |
| كثيب (1984)                                                                                                   | $30،925،690                 | 55،301 دولار أمريكي         | 30،983،782 دولار أمريكي     | –                      | –                    | 40 مليون دولار أمريكي  |    |
| كثيب (2021)                                                                                                   | $108،897،830                | 297،120،170 دولار أمريكي    | 406،018،000 دولار أمريكي    | #698                   | –                    | 16 مليون دولار أمريكي  |    |
| كثيب: الجزء الثاني                                                                                            | $282،144،358                | 429،700،000 دولار أمريكي    | 711،844،358 دولار أمريكي    | –                      | –                    | 19 مليون دولار أمريكي  |    |
| المجموع 2021 و2024                                                                                            | 391،042،188 دولار أمريكي    | 726،820،170 دولار أمريكي    | 1،117،862،358 دولار أمريكي  | —                      | —                    | 355 مليون دولار أمريكي |    |
| قائمة المؤشرات - (A) يشير إلى الإجماليات المعدلة بناءً على أسعار التذاكر الحالية (حسبها موقع بوكس أوفيس موجو). |                             |                             |                             |                        |                      |                        |    |

## الملاحظات
1. 1 2  وهو في حد ذاته مزيج من المسلسلات الخيالية العلمية والواقعية التناظرية مثل «عالم كثيب» (1963-1964) و«نبي كثيب» (1965).
2. ↑  كان «عالم كثيب» هو عنوان الرواية المسلسلة التي صدرت عام 1964؛ وعندما تم دمج «عالم كثيب» وتكملتها، «نبي كثيب»، في طبعة عام 1965 من رواية «كثيب»، سُمح بترشيح طبعة الكتاب في عام 1966.

## الأدبيات ذات الصلة
- Batt، Jason D. 2020. "Strange Water: An Exile into the Deep Self in Frank Herbert's Dune." Mythological Studies Journal 8:9-14.

## وصلات خارجية
- الموقع الرسمي
- "Comprehensive timeline of plot events in the Dune series". DuneNovels.com. مؤرشف من الأصل في 2008-08-02. اطلع عليه بتاريخ 2009-09-23.
- Fischer، William (4 نوفمبر 2021). "How to Read the Dune Books in Chronological Order". Collider. مؤرشف من الأصل في 2023-11-09. اطلع عليه بتاريخ 2021-11-10.
- Cobain، Craig T. (2002). "Frank Herbert". موسوعة سانت جيمس للثقافة الشعبية. FindArticles.com. مؤرشف من الأصل في 2012-07-09. اطلع عليه بتاريخ 2010-03-17.
- Dune (سلسلة) على موسوعة الخيال العلمي.